# Варниці (Мисліборський повіт)
Варниці (пол. Warnice, нім. Warnitz) — село в Польщі, у гміні Дембно Мисліборського повіту Західнопоморського воєводства.
Населення — 344 особи (2011).

## Демографія
Демографічна структура станом на 31 березня 2011 року:
|          | Загалом | Допрацездатний вік | Працездатний вік | Постпрацездатний вік |
| -------- | ------- | ------------------ | ---------------- | -------------------- |
| Чоловіки | 161     | 27                 | 118              | 16                   |
| Жінки    | 183     | 33                 | 94               | 56                   |
| Разом    | 344     | 60                 | 212              | 72                   |